# Joseph-Alphée Poirier
Pour les articles homonymes, voir Poirier (homonymie).
Joseph-Alphée Poirier (né le 5 février 1899 et mort le 19 septembre 1944) fut un éleveur et homme politique fédéral du Québec.

## Biographie
Né à Bonaventure dans la région de la Gaspésie, il effectua ses études dans son village natal et à Rimouski. De 1930 à 1940, il fut instructeur pour le Département québécois de l'Agriculture. 
Il devient député du Parti libéral du Canada dans la circonscription de Bonaventure lors de élections de 1940. Il est mort en fonction en 1944, peu de temps avant d'avoir terminé son mandat et avant les élections de 1945.